# Pero de Góis
Pero de Góis (século XVI) foi um administrador colonial português. A Capitania de  São Tomé lhe foi doada pelo Rei João III de Portugal em 28 de Janeiro de 1536. Em 1549 foi nomeado pelo Capitão-Mor da costa do Brasil. 

## Vida
Sua primeira vinda ao Brasil foi em 1532 onde ele acompanhou uma expedição liderada por Martim Afonso de Sousa.
Góis partiu de Lisboa, desembarcando no Brasil em 1538, fundou a Vila da Rainha (atualmente em São Francisco de Itabapoana) no ano seguinte e desde o início sofreu diversas dificuldades incluindo problemas com a Capitania vizinha de Espírito Santo onde expedições foram enviadas ao seu território para a captura de indígenas, o que gerou reações negativas dos nativos.
Em seu território começou uma plantação de cana-de-açúcar que trouxera da Capitania de São Vicente, Pero voltou a Portugal para buscar ferramentas para a construção de engenhos porém ao voltar encontrou a Capitania abandonada devido a conflitos com tribos indígenas hostis como os Goitacazes e os Puris.
Seu irmão, Luís de Góis que morou alguns anos na capitania vizinha de São Vicente, foi o primeiro a levar tabaco à Europa.
No ano de 1554 durante a Guerra de Iguape liderou uma força portuguesa contra o Entrincheiramento de Iguape estabelecido pelos espanhóis de Ruy Garcia de Moschera, suas forças foram derrotadas e ele foi ferido gravemente, vítima de um tiro de arcabuz, a derrota levou ao ataque e saque da cidade de São Vicente.